# Fortifications de la laure des Grottes de Kiev
Les fortifications de la laure des Grottes de Kiev sont un ensemble de murs, de tours et d'autres structures construites pour protéger la laure de Kiev en Ukraine.

## Histoire

### Les premiers murs
Les fortifications du monastère ont été érigées pour la première fois à la fin du XIIe siècle lorsqu'un mur de pierre de 2 mètres de large et 5 mètres de haut a été construit. Ce mur a été détruit lors de l'invasion mongole et finalement enlevé par les archéologues en 1951. Après l'invasion mongole, le monastère était protégé par un mur en bois. En 1679, l'hetman Samoilovich ajouta un fossé et un nouveau rempart aux fortifications existantes autour de la haute laure.

### Murs de pierre de la haute laure
C'est au milieu du XVIIe siècle que la construction intensive commence. Entre 1698 et 1702, des fortifications en pierre sont érigées autour de la haute laure des Grottes de Kiev à l'initiative et aux frais de l'hetman Ivan Mazepa. Leur longueur est de 1 090 m. La hauteur varie en fonction du terrain : la moyenne est d'environ 7 m ; la partie inférieure mesure environ 3 m ; au niveau des meurtrières, la hauteur varie de 1 à 1,5 m.
Les murs avaient trois portes principales : la porte sainte au niveau de l'église-porte de la Trinité, l'église-porte de la Toussaint et la porte sud. Le complexe de murs comprenait également quatre tours nommée Tour Ivan Kouchtchnik, Onoufrievskaïa, Maliarnaïa et Hodynnykova. Tout au long de la surface intérieure des murs sont positionnées des rangées pour les fusils de tir. À une hauteur de trois mètres, on trouve une galerie pour les tireurs. Il est suggéré que l'architecte des murs de défense et des structures associées était l'architecte Dmitry Aksamitov.
Au début du XVIIIe siècle, afin de se protéger contre l'attaque d'ennemis extérieurs, en liaison avec la menace d'une intervention suédoise, le tsar Pierre le Grand décide de construire une nouvelle forteresse de Petchersk et d'y inclure des structures de défense en laurier. La forteresse a été construite sous la direction des ingénieurs de Gellert et Lemot de Tampia. La forteresse troglodyte est un système bien conçu de puits de terre et de redoutes avec des bastions et des fossés. Elle est armée de 467 canons, 27 mortiers et 3 obusiers.

### Murs autour des catacombes proches et lointaines
Au milieu du XIXe siècle, c'est autour des catacombes proches et lointaines que dans le cadre du projet d'Otto von Freiman, sous la direction du lieutenant-colonel Burman, l'ingénieur érige des murs de pierre de 1 039 m de long, d'une épaisseur de brique et demi à environ quatre mètres de hauteur. Les fondations des murs mesurent 1,5 m de profondeur et sont construites en briques. Dans le mur défensif se trouvent des meurtrières pour les fusils de tir et des obus de canon. Les embrasures étaient fermées par des volets en bois. Le dessus est recouvert d'une feuille. En se répétant le long du terrain tel un motif, les murs descendent ensuite rapidement vers le Dniepr, puis remontent vers la colline et couvrent en demi-cercle tous les édifices des catacombes proches et lointaines.
À la fin du XIXe siècle, la forteresse autour des catacombes n'a plus d'objectif défensif. Une restauration de ce monument ainsi qu'une modernisation sont réalisées par les architectes Michoutkina et Ilnitskaïa.

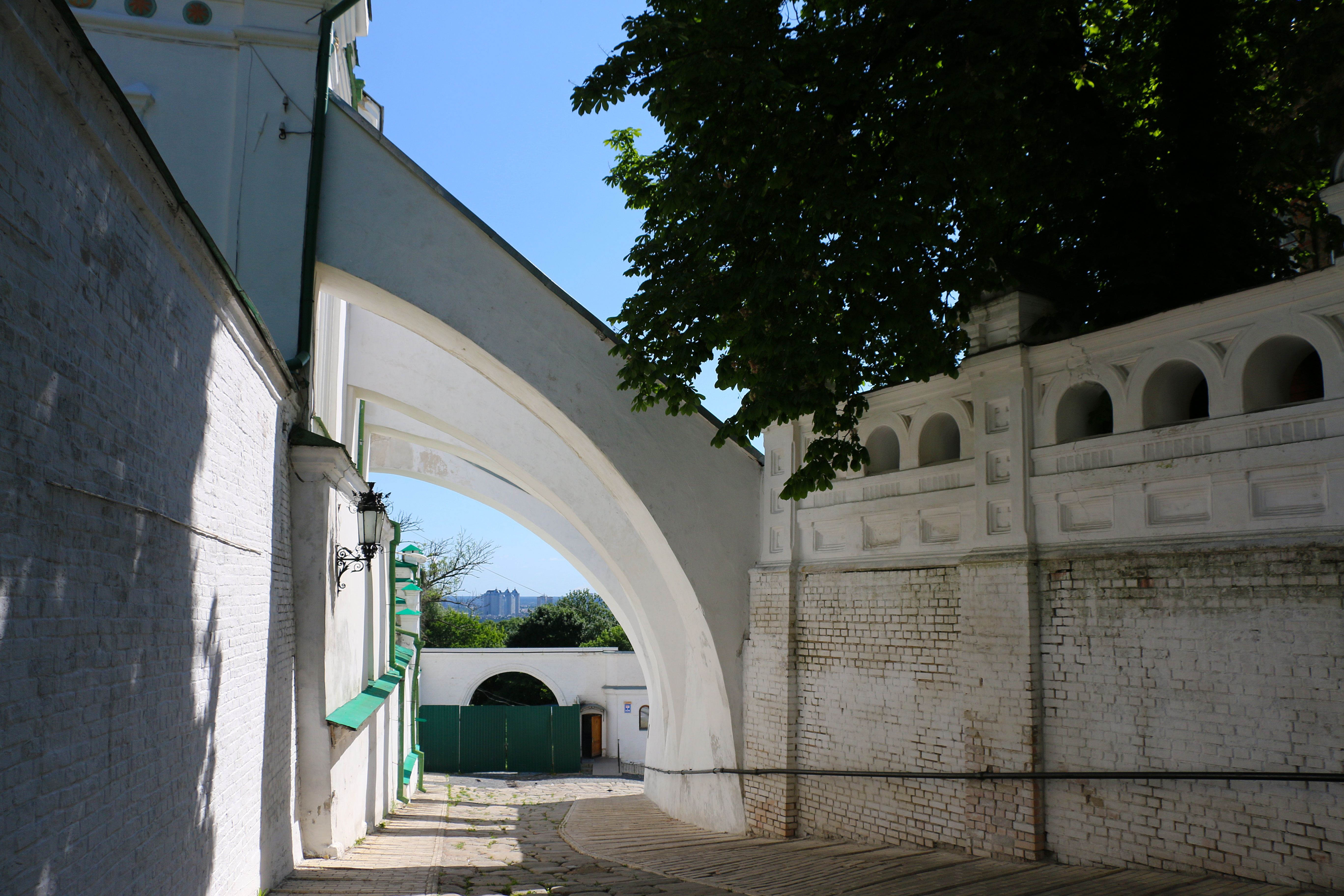
Murs de la haute laure.
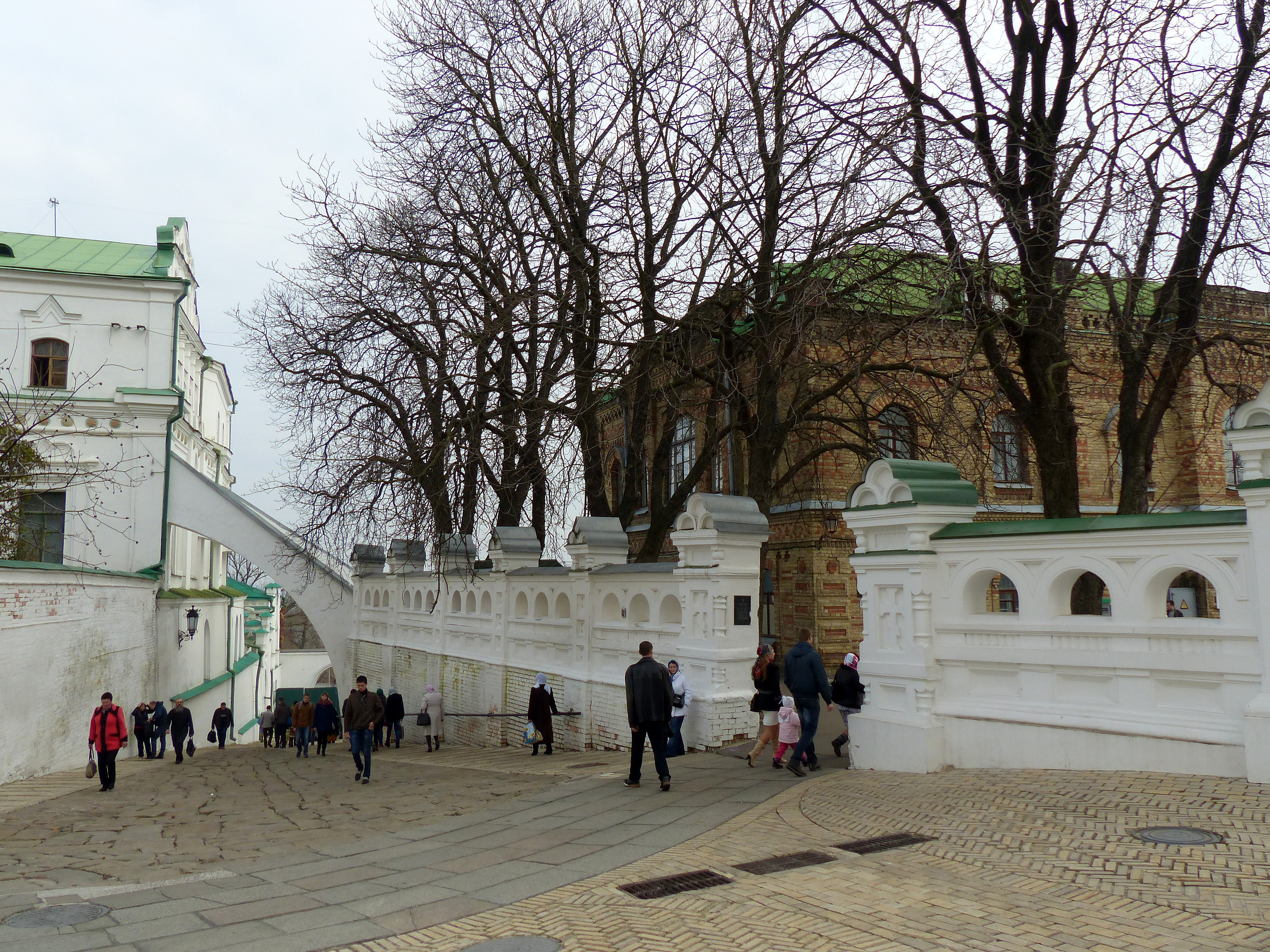
Murs de la haute laure.
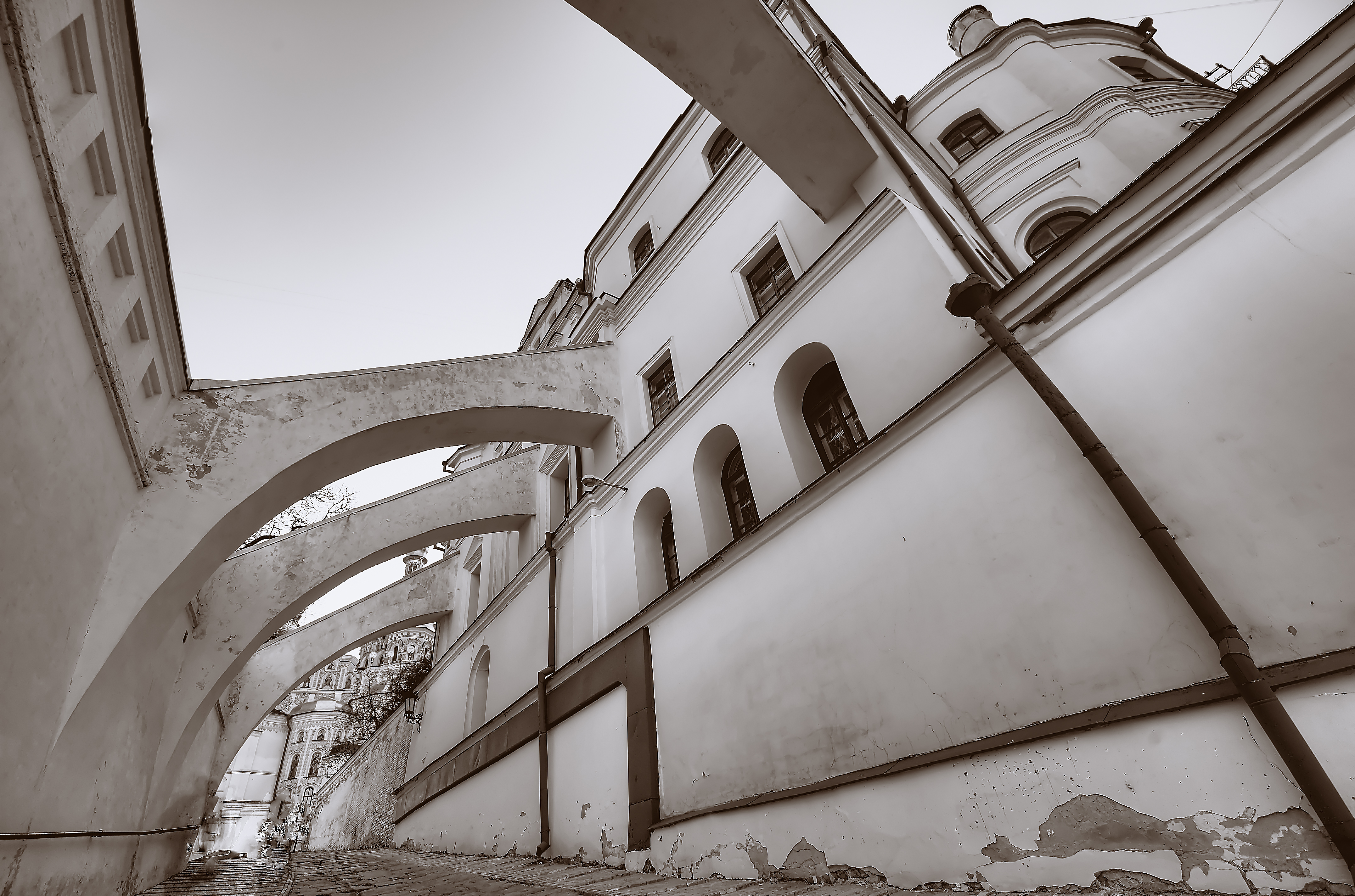
Murs de la haute laure.
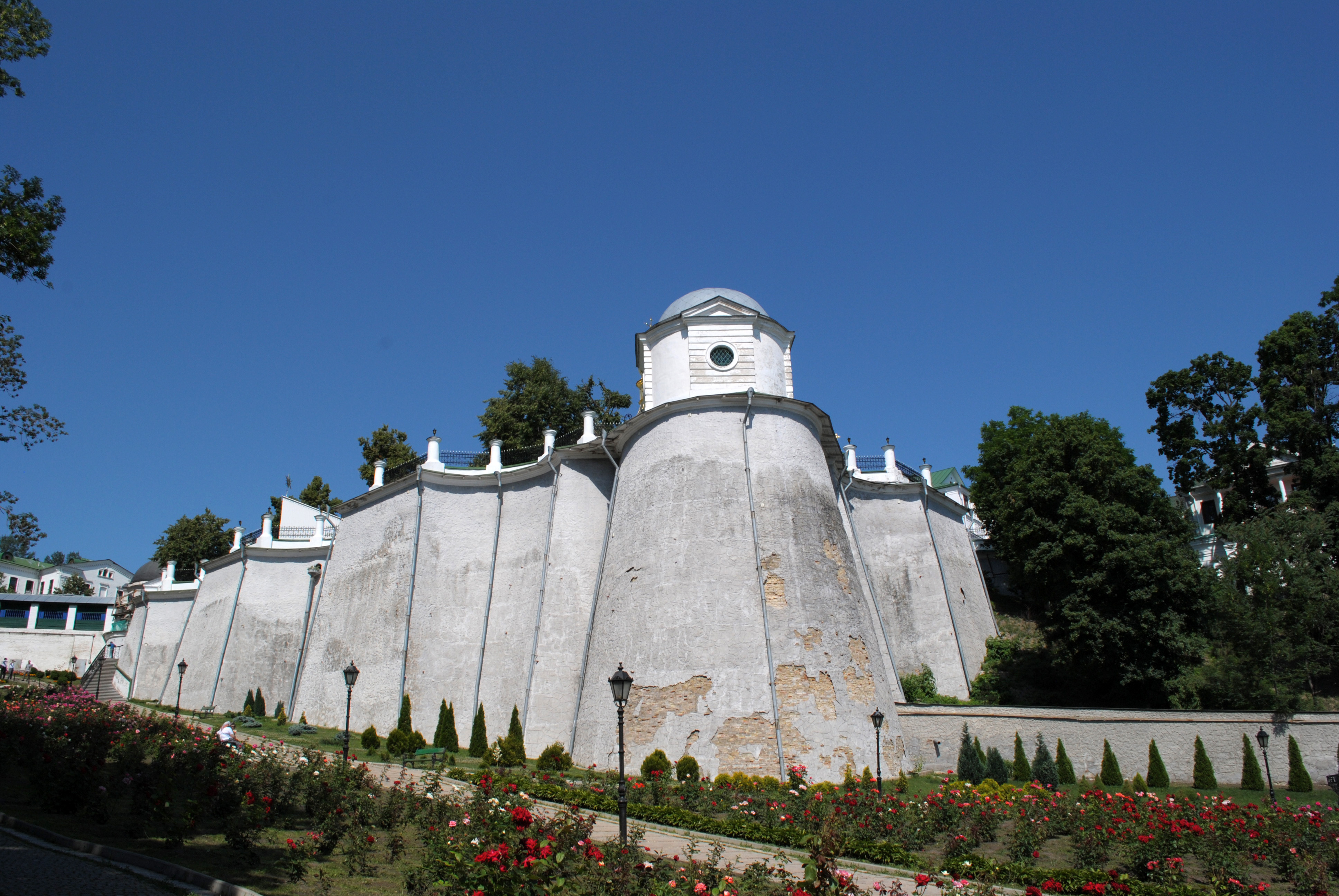
Murs de la basse laure classé[4].
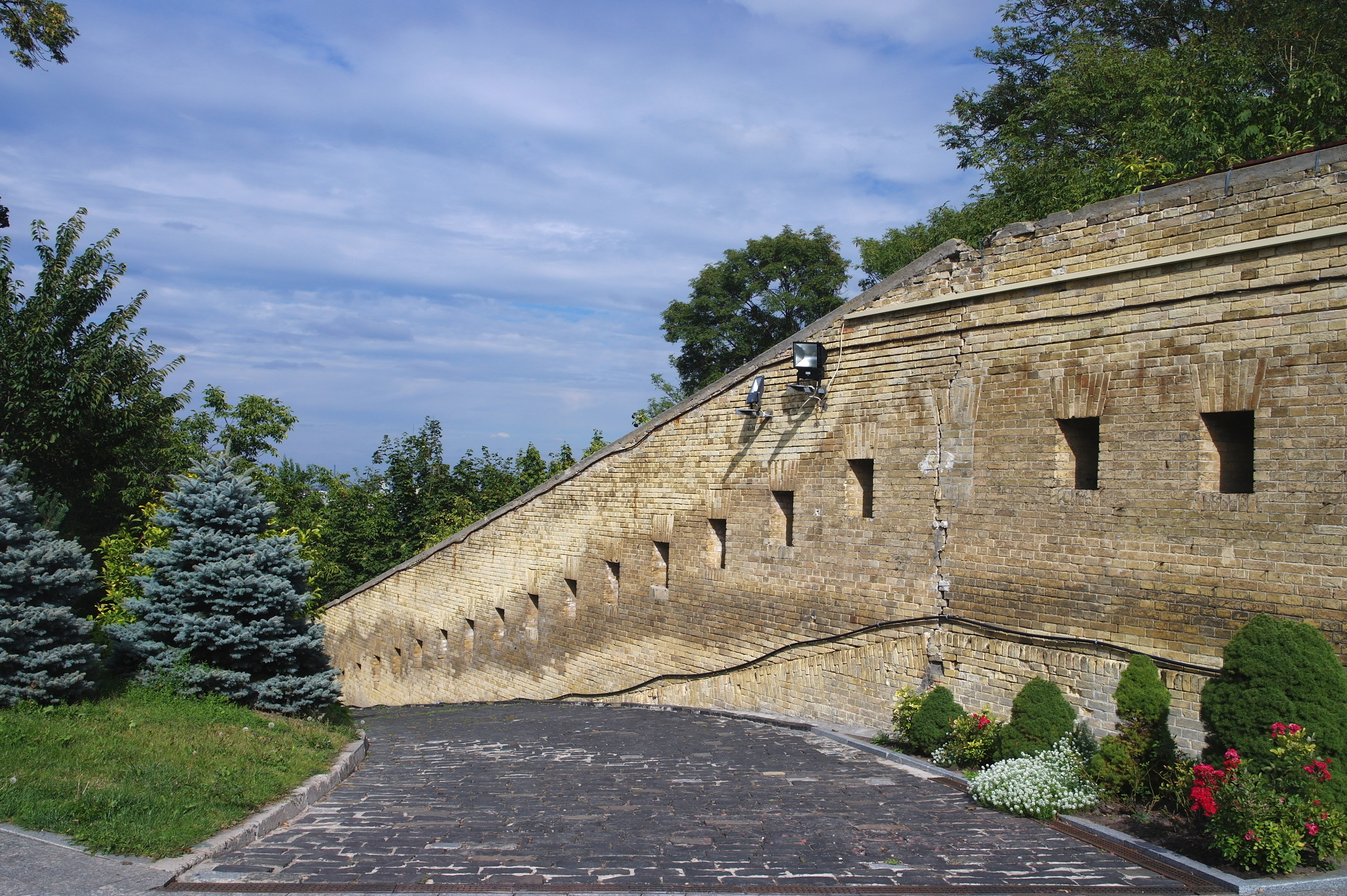
Murs de défense de la basse laure classé[5].
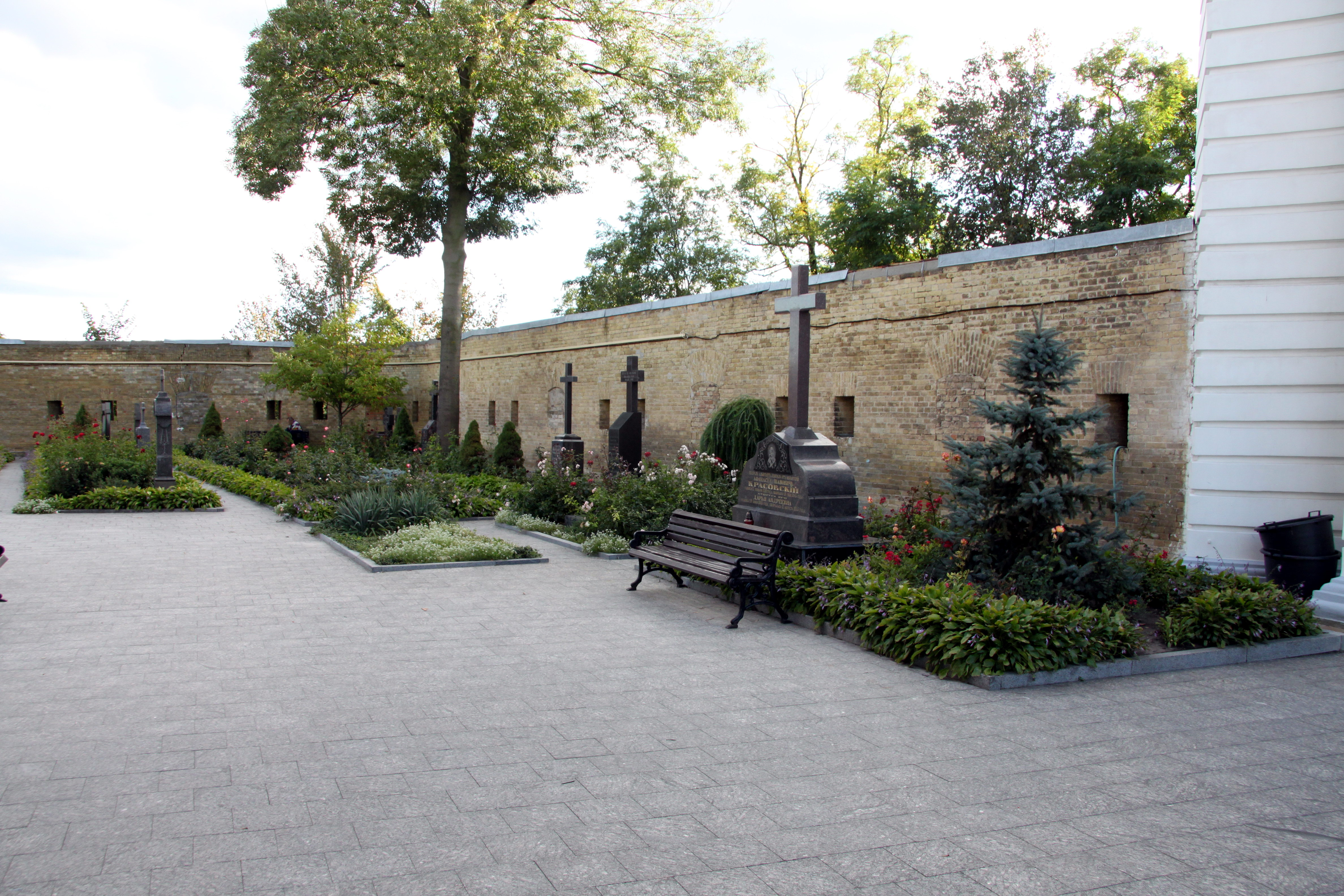
Murs de la basse laure.
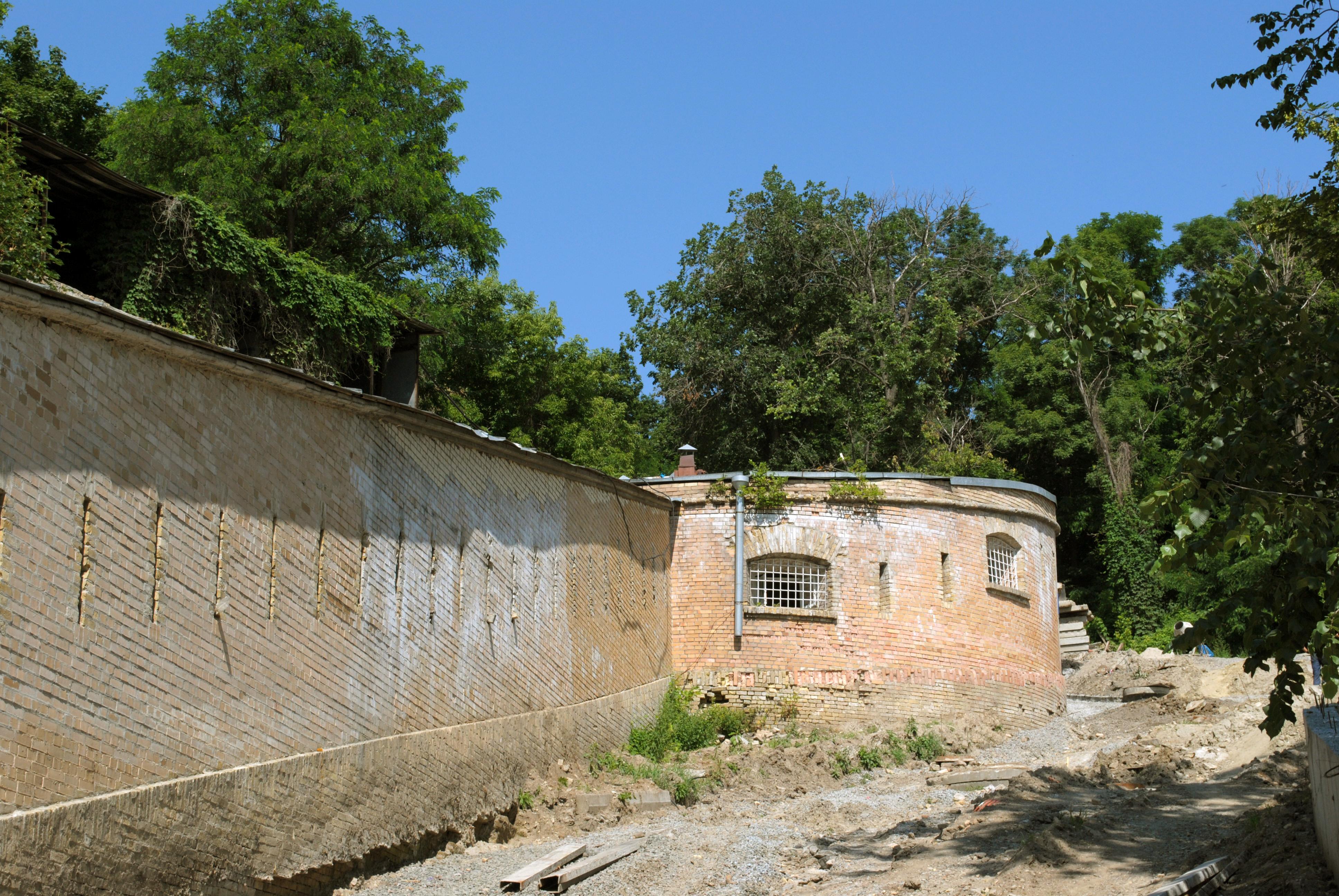
Murs de la basse laure.

## Constructions

### Tours

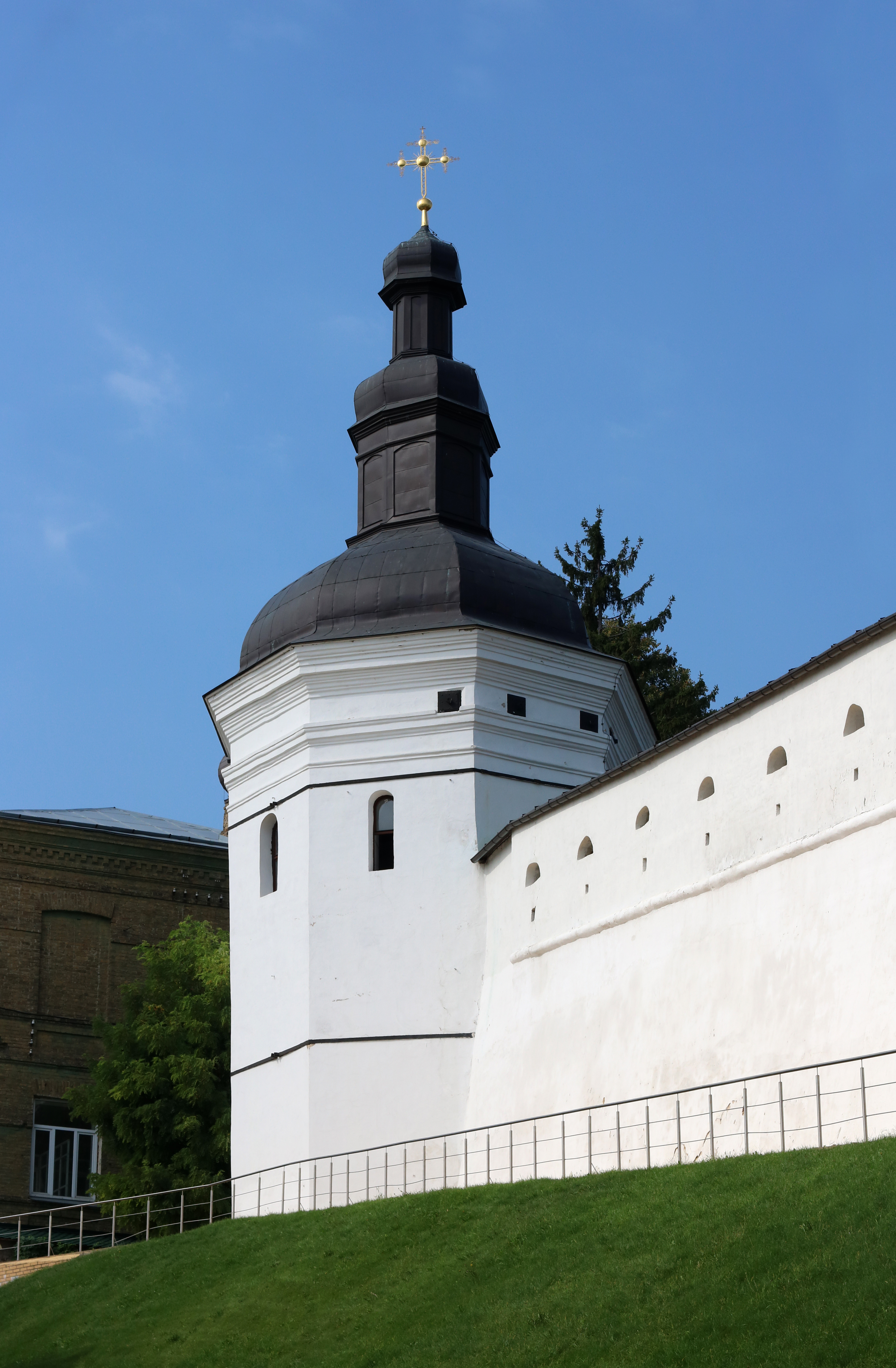
Tour de l'Horloge classée.

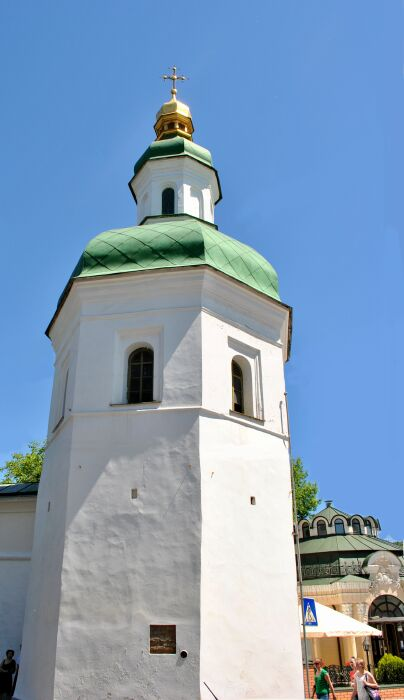
Tour d'Ivan Kouchtchnik.

Le système de fortification de la laure des Grottes de Kiev comprend maintenant quatre tours de guet, construites entre 1698 et 1701 reliées entre elles par le mur de pierre du Hetman Ivan Mazepa dans la haute laure :
- La Tour Sud (ou Horologium), également appelée Tour Hodynnykova ou Tour de l'Horloge, est située dans la partie sud-ouest des fortifications. Une fois la construction terminée, l'horloge a été installée sur la tour, d'où son nom. Dans la seconde moitié du XVIIIe siècle, l'horloge a été retravaillée et placée sur la tour jusqu'en 1816 où elle est transférée au grand clocher. La tour n'a pas de fenêtre et de chevauchement voûté. Le plan est octogonal avec une salle de bain à trois niveaux. Le toit, le tambour, la lanterne et le dessus sont en bois recouvert d'une tôle de fer. La fondation est en brique. Le second niveau est accessible depuis les galeries de bataille et les fortifications. La tour de l'horloge a été conçue pour défendre la partie sud des fortifications. À la fin du XVIIIe siècle, la tour a perdu son objectif défensif.

Tour de l'Horloge
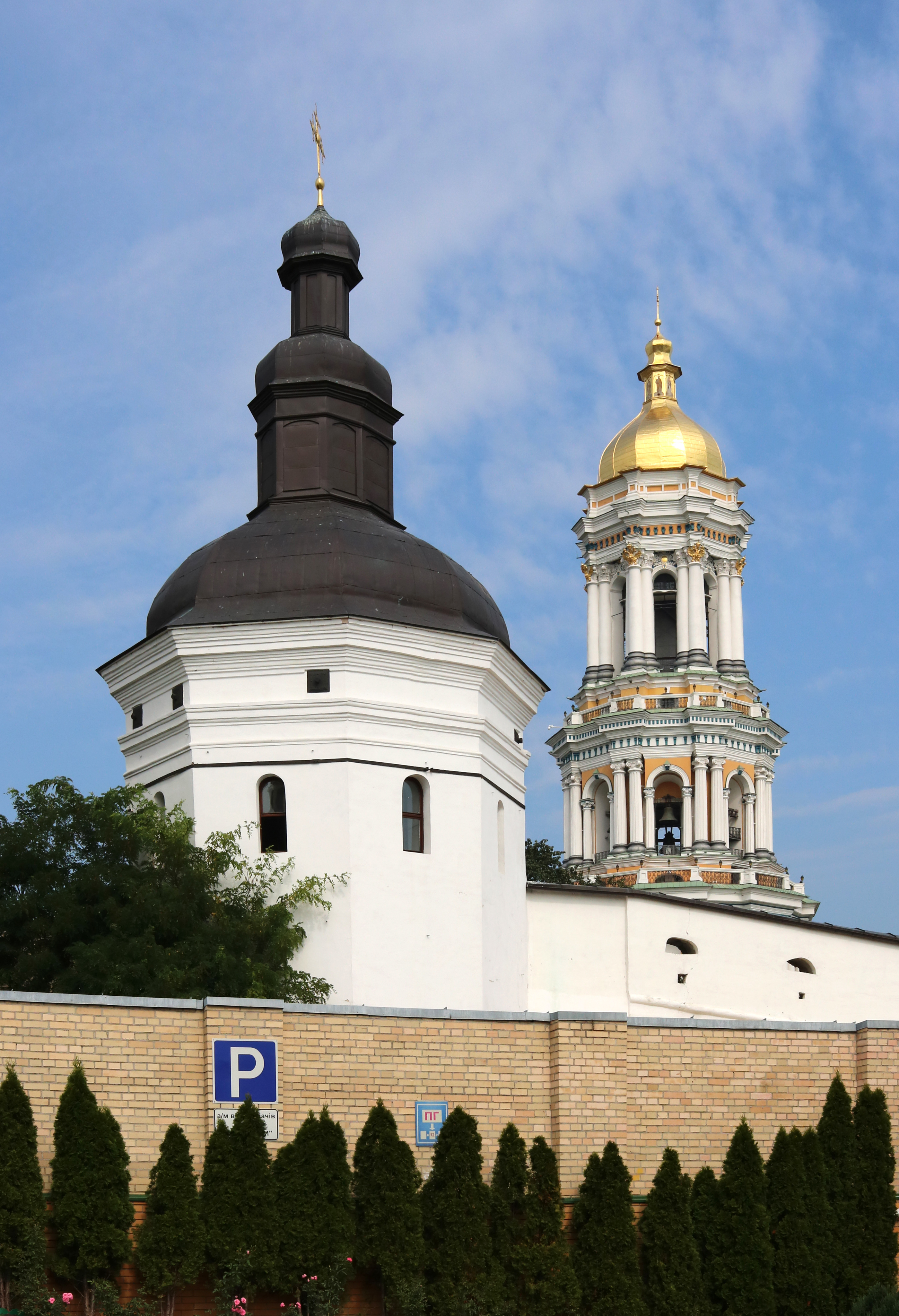
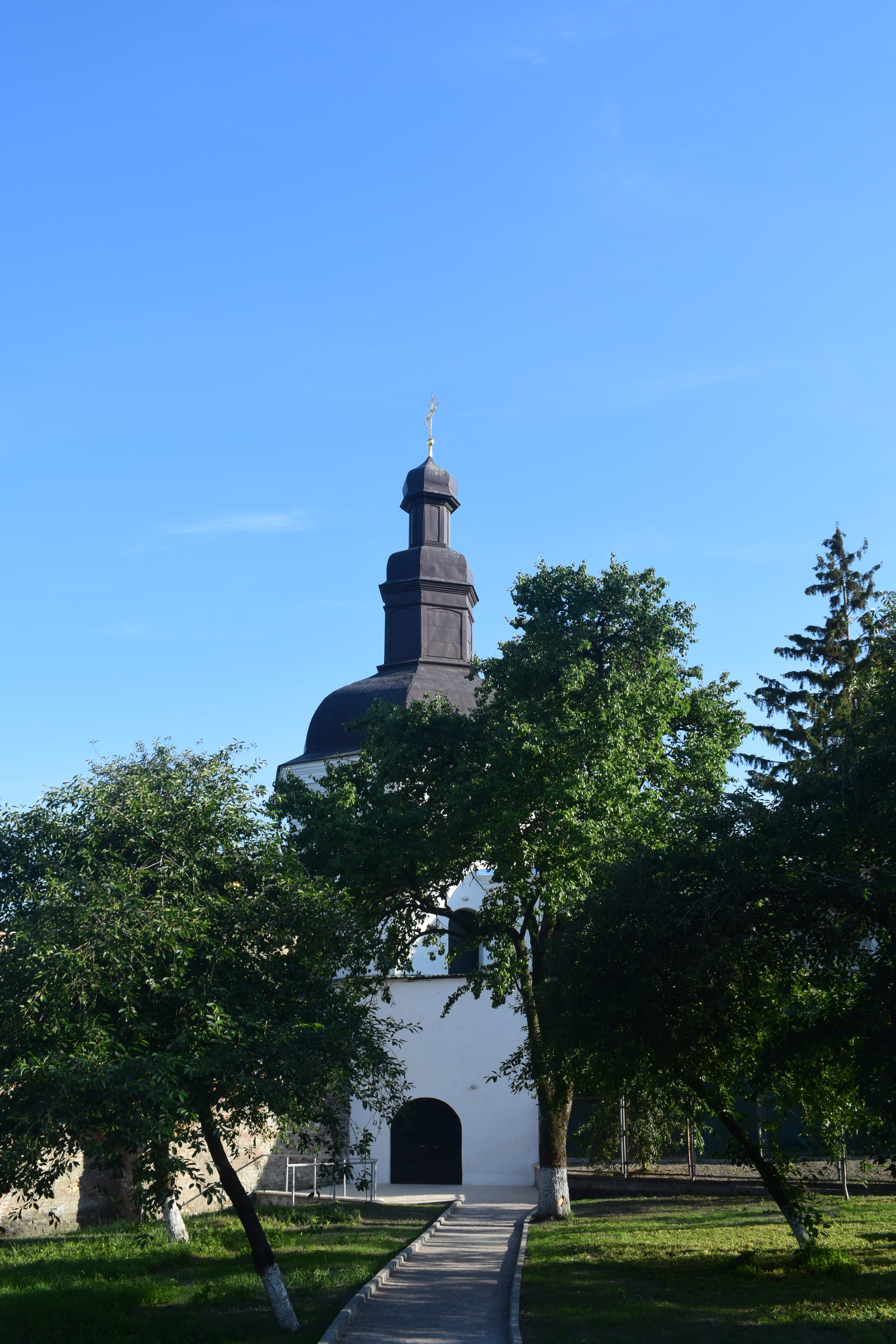
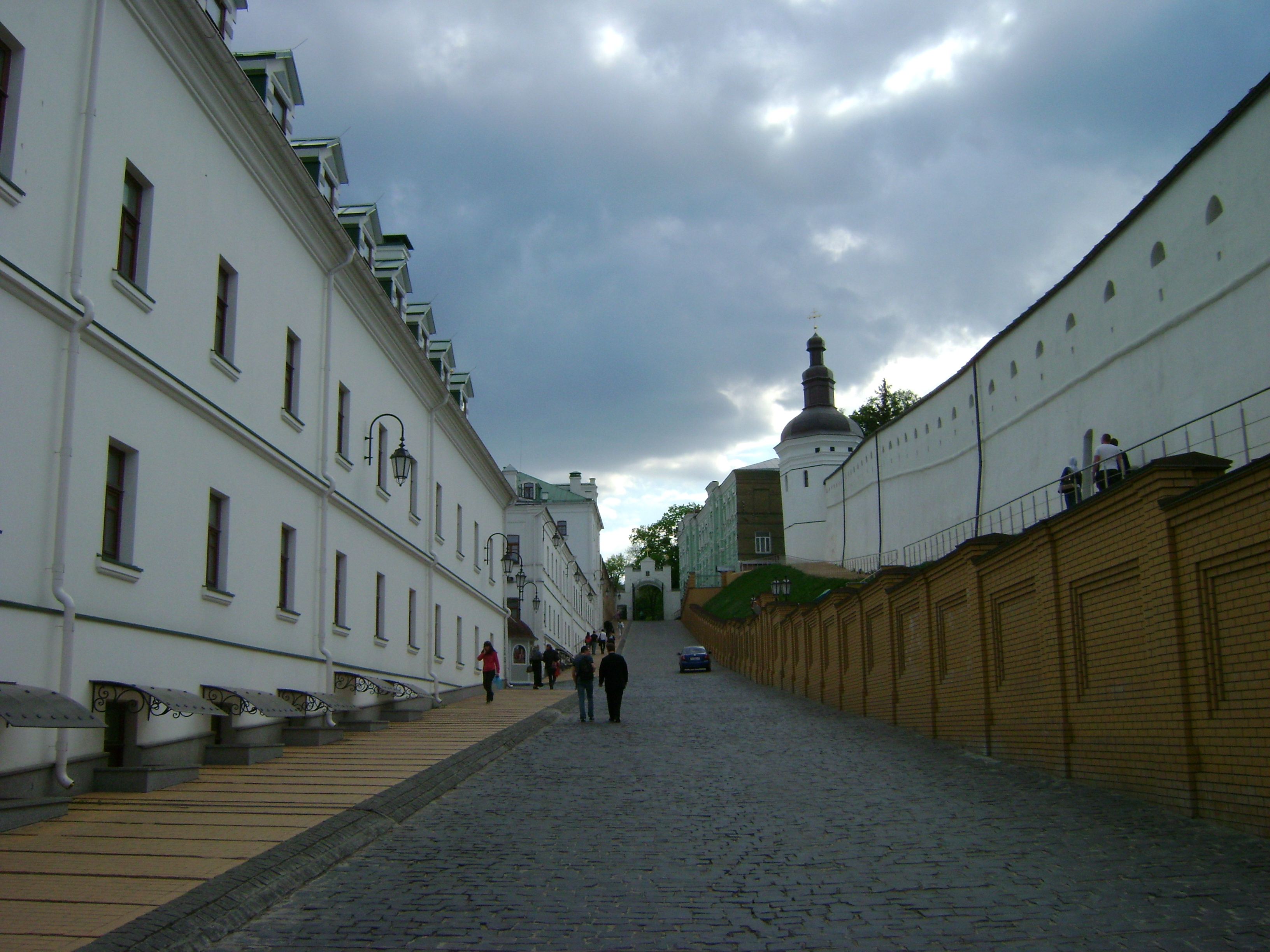
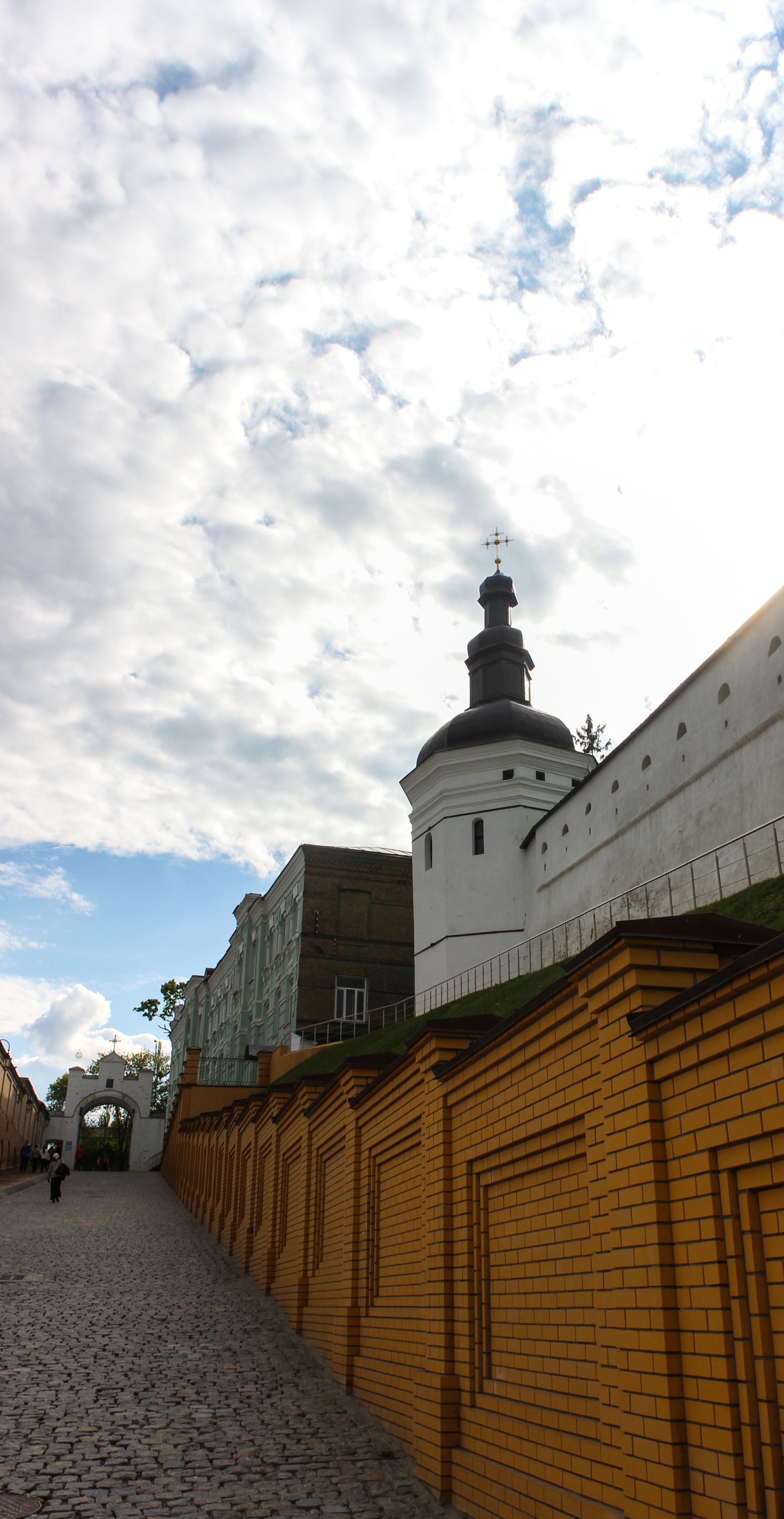

- La Tour Sud-Ouest, également appelée Tour d'Ivan Kouchtchnik, est située dans la partie sud-ouest des murs de la forteresse. Le nom de la tour provient de l'église en l'honneur d'Ivan Kouchtchnik, patron d'Ivan Mazepa, qui devait être érigé sur le deuxième étage de la tour mais n'a jamais été ouverte. Au début, cette structure était superposée. Le niveau supérieur a été ajouté lors de la restauration entre 1718 et 1727. Le niveau inférieur était destiné à la défense. De nos jours, la Tour d'Ivan Kouchtchik est constituée de briques à trois niveaux, de plan octogonal, complétées par un plateau en bois décoratif avec une croix.

Tour d'Ivan Kouchtchnik
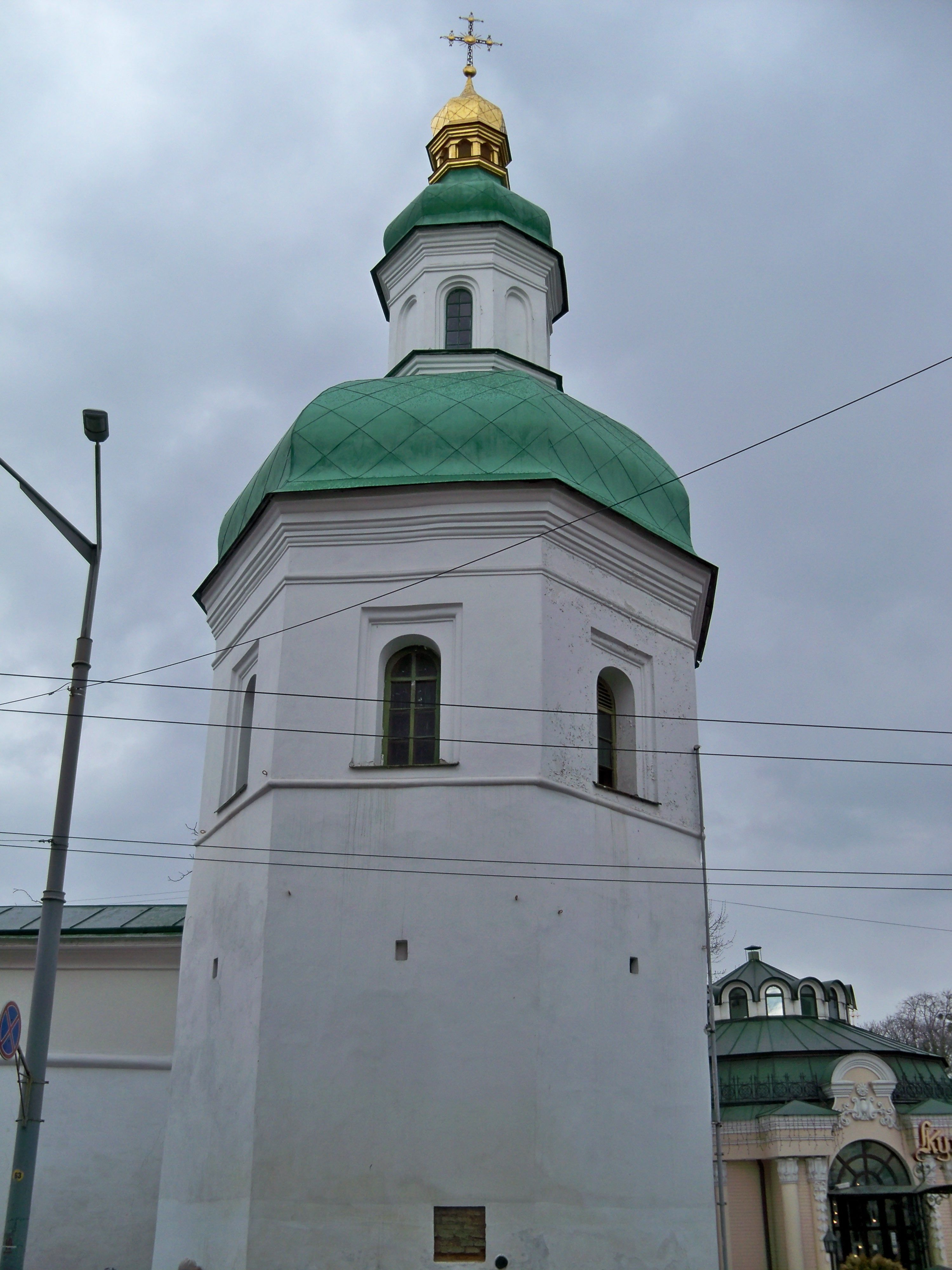
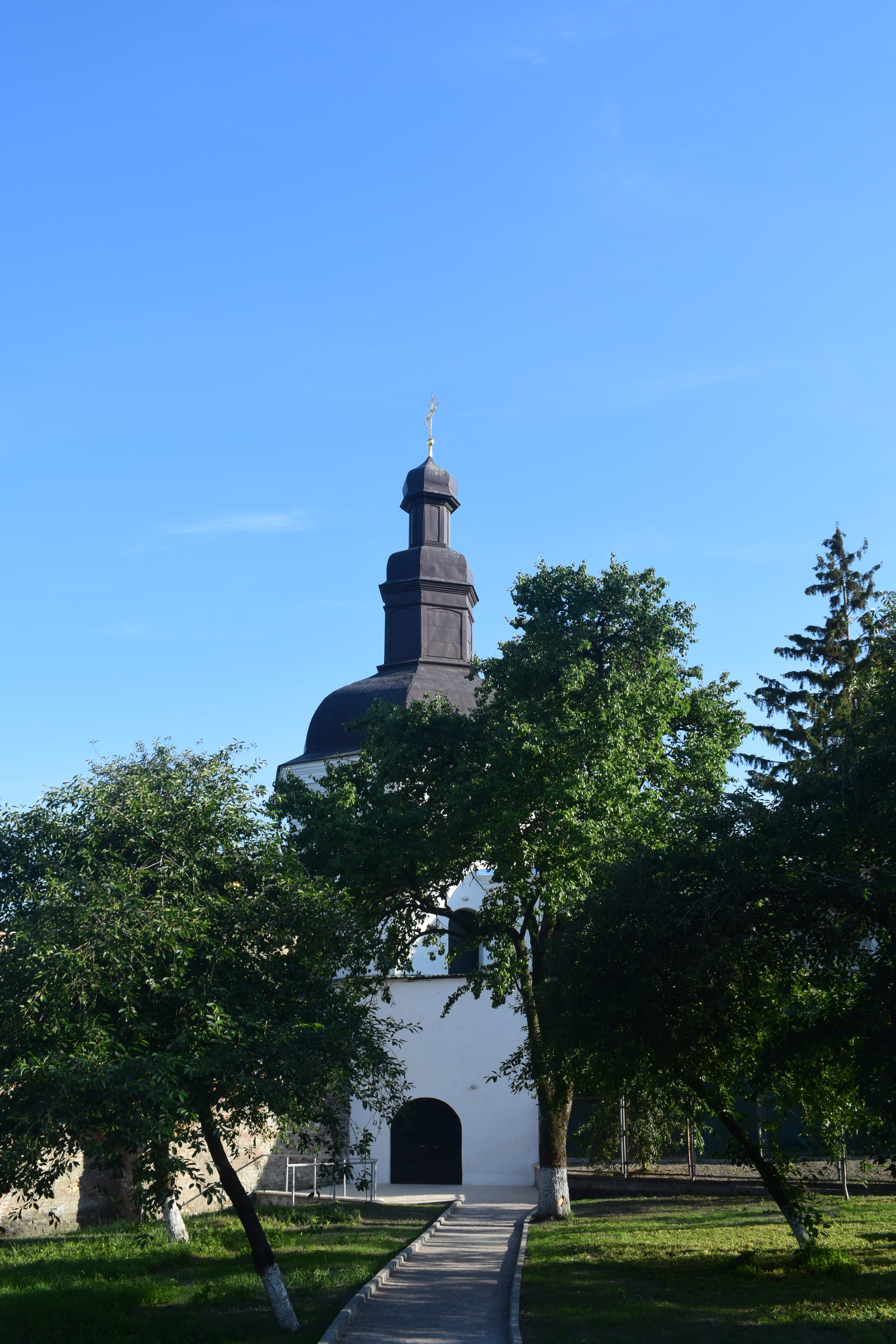
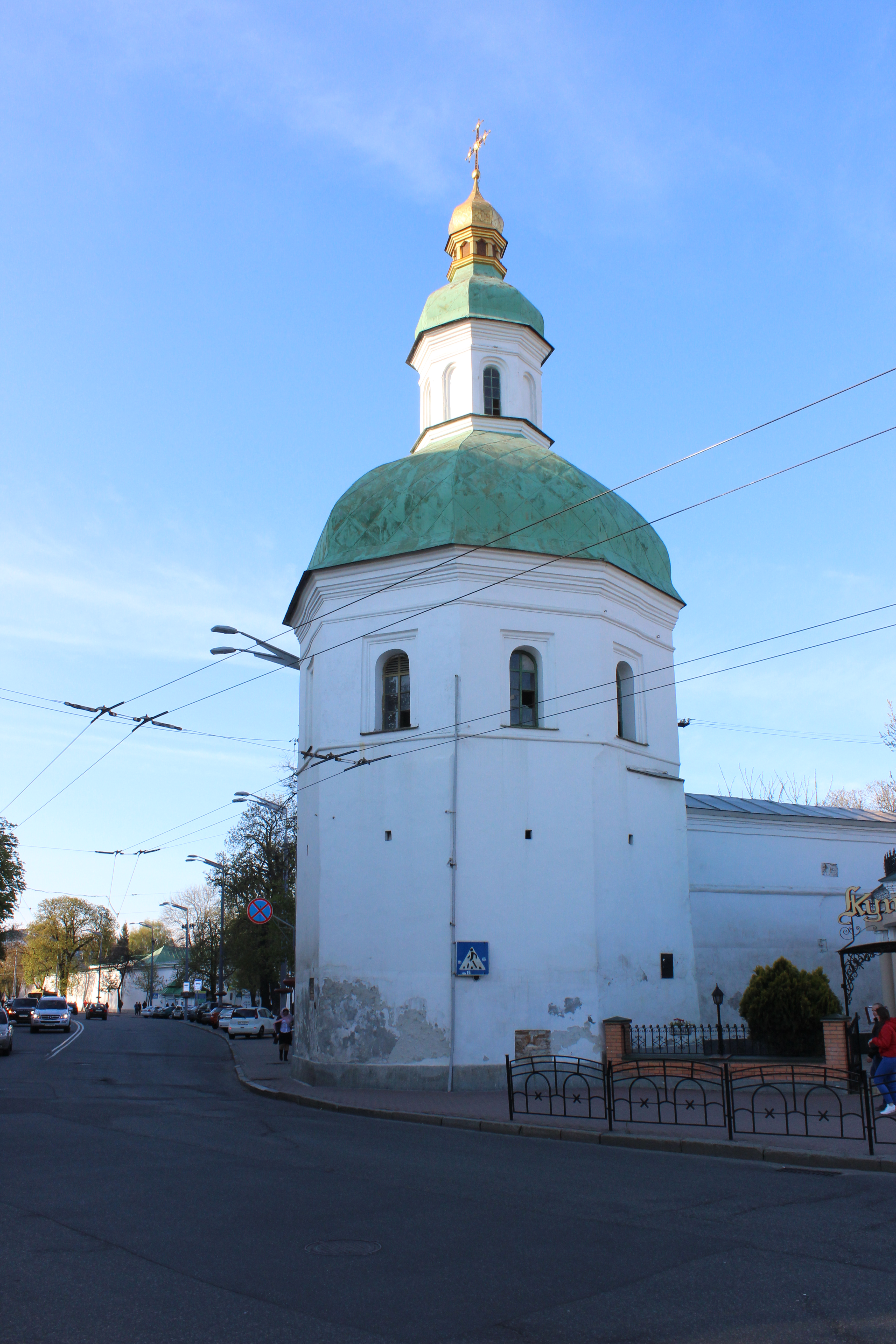
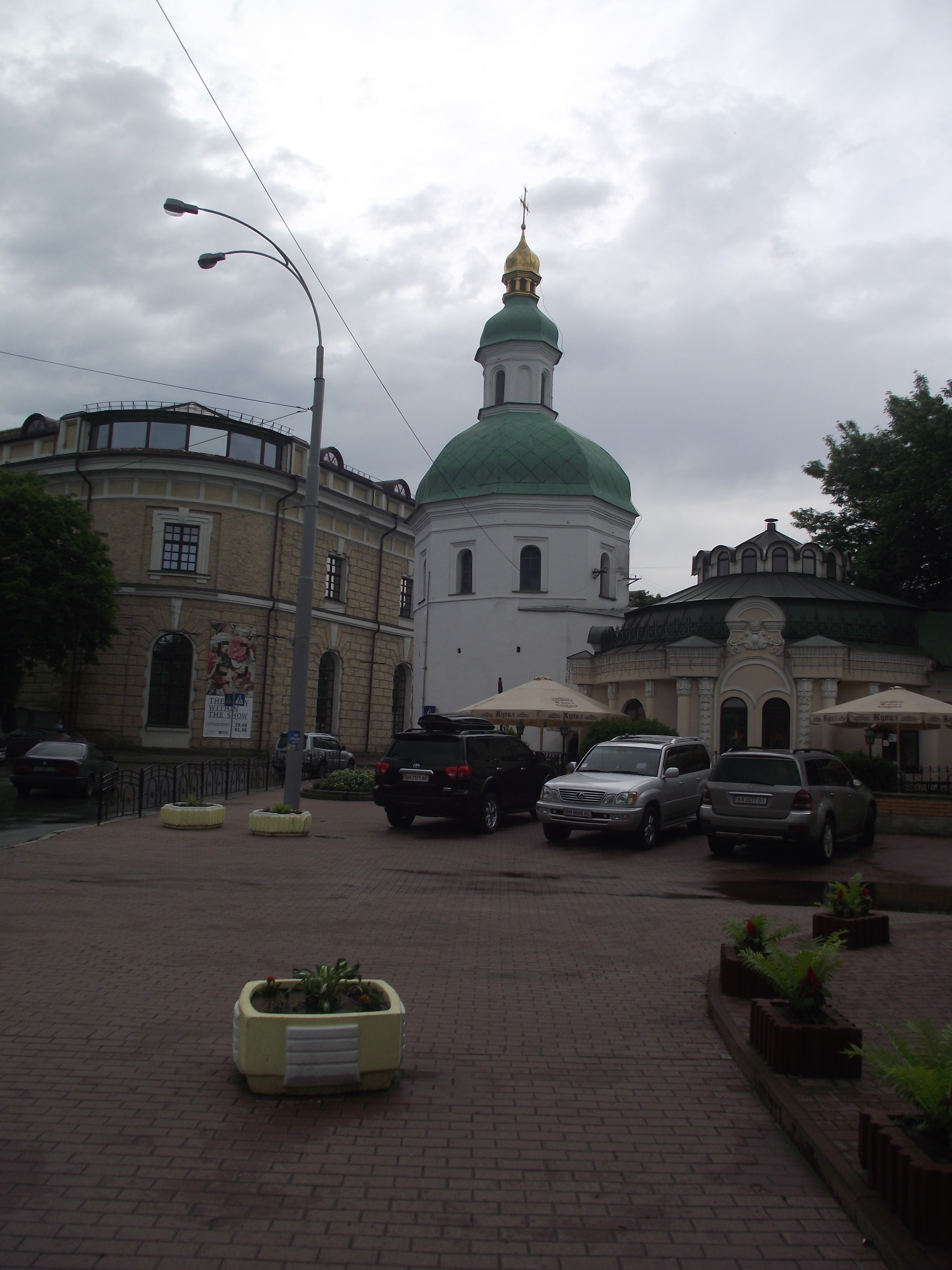
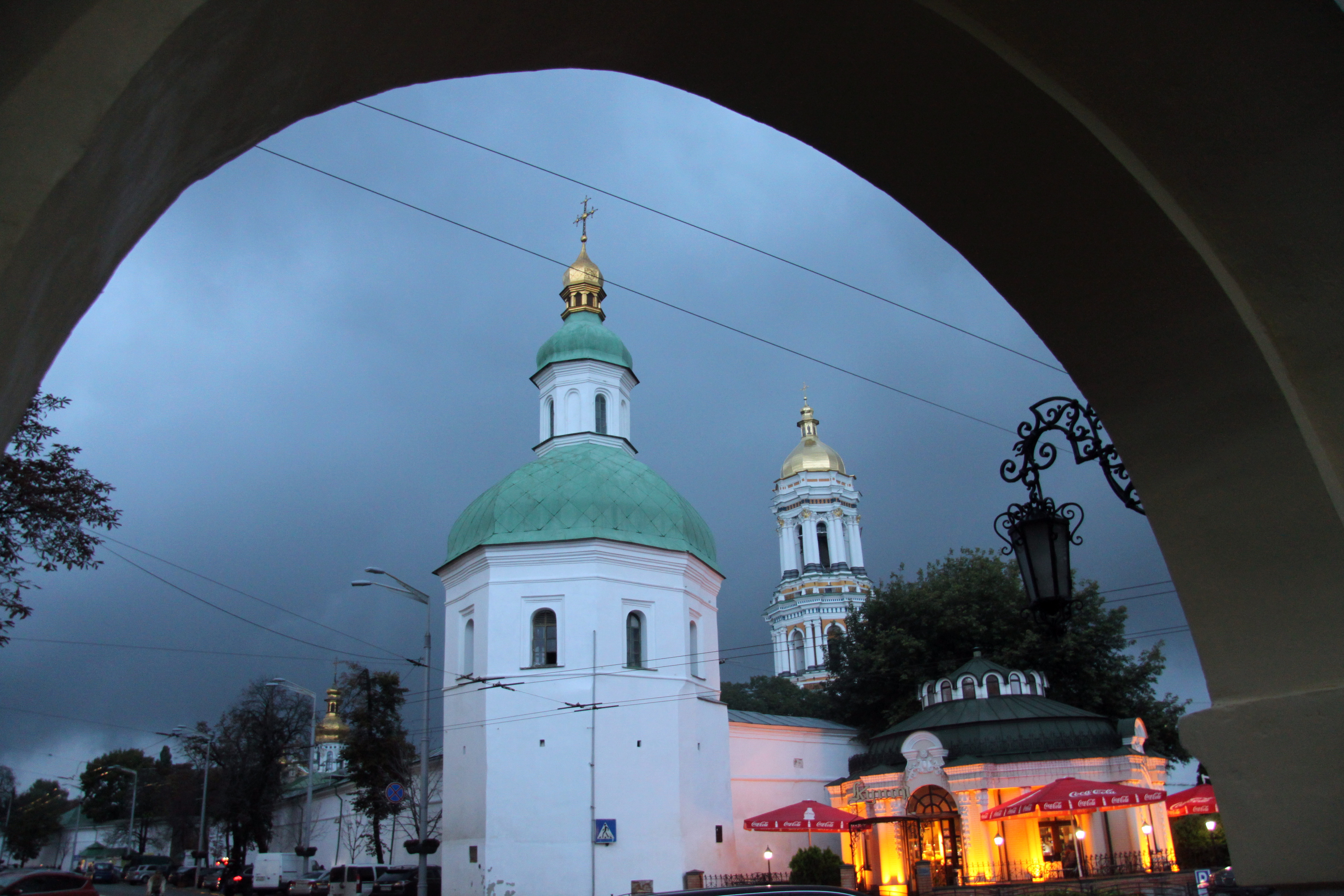

- La Tour Est, Tour Onoufrievskaïa ou Tour de la Chambre est située dans la partie sud-est des murs de la forteresse. Elle a été conçue à l'origine comme église avec les chambres d'Ivan Mazepa. L'architecture de la tour consistait en un bâtiment de trois étages orné de pilastres, de lames et de fenêtres décorées. Après la construction, la Tour Onoufrievskaïa a été transformée en pavillon. En 1839, elle a vu son tambour lui être retiré. En cas de siège depuis la tour, il était ainsi possible de mener des actions défensives. Jusqu'à présent, la Tour Onoufrievskaïa a conservé ses caractéristiques architecturales de base mais il ne lui reste que peu de choses de son aspect d'origine. Alors que de nouvelles études avaient été menées à la tour en 2002 et que des restaurations avaient commencé en août 2003, elles ont été suspendues en janvier 2005 à cause de problèmes de financement.

Tour de la Chambre
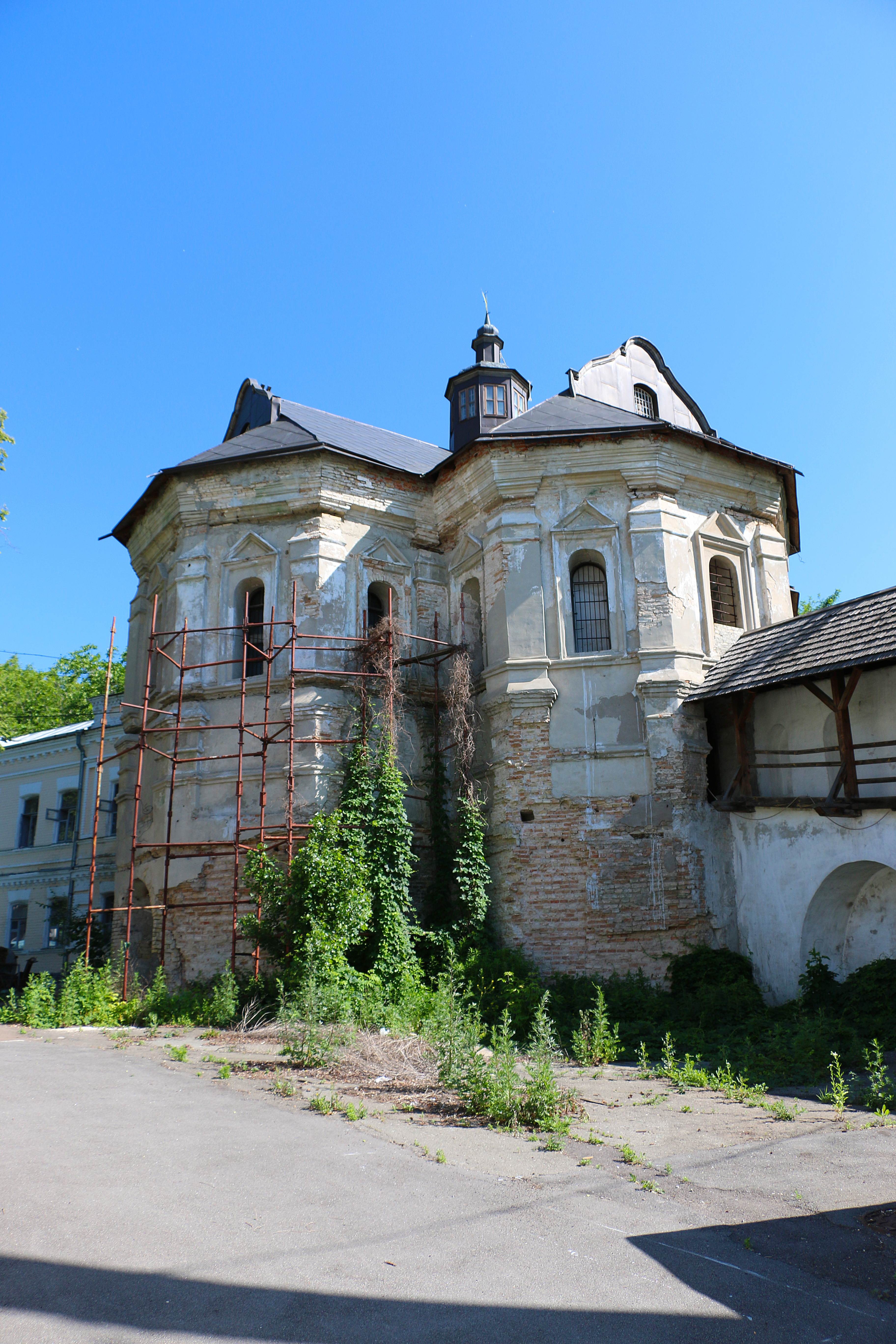
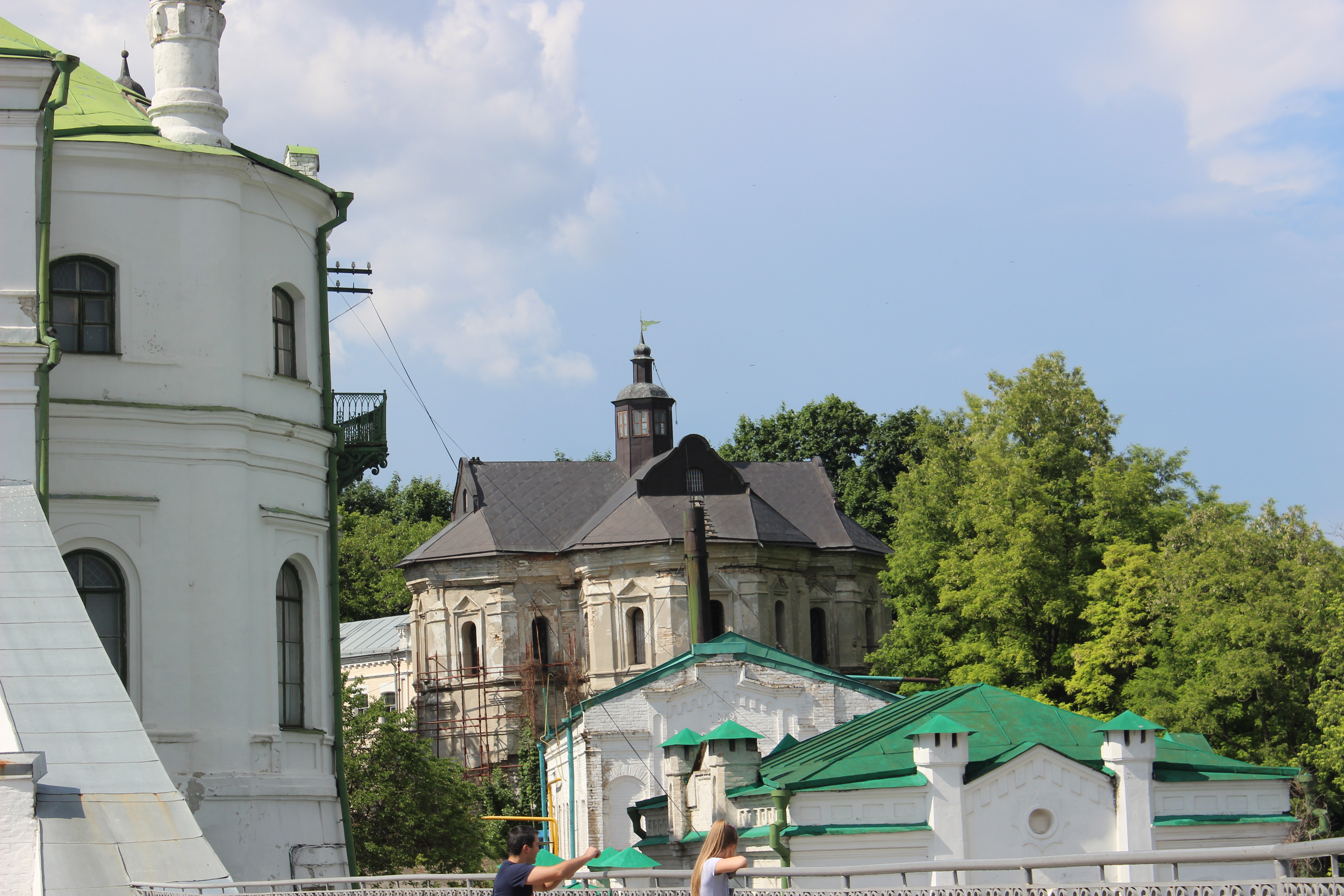
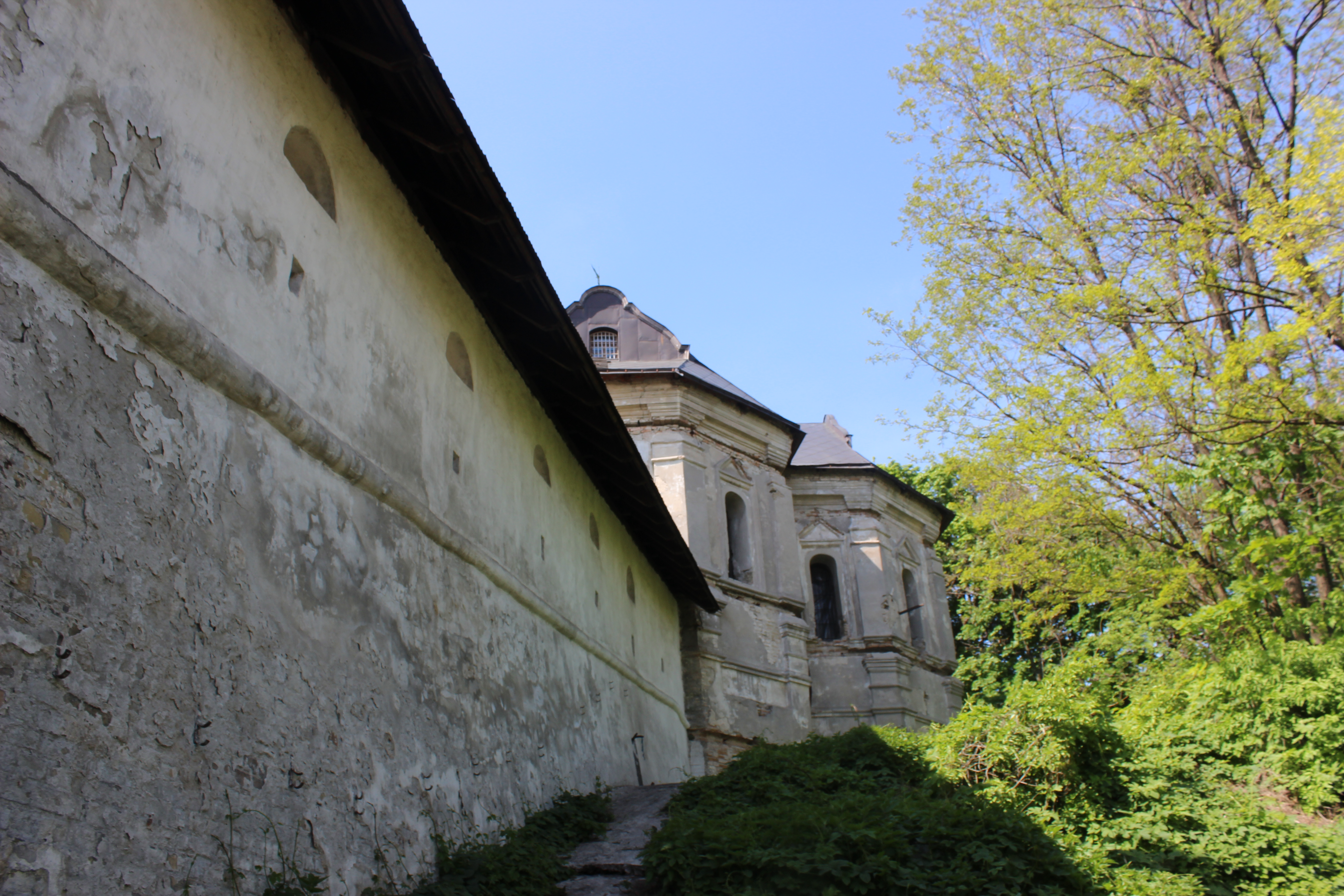
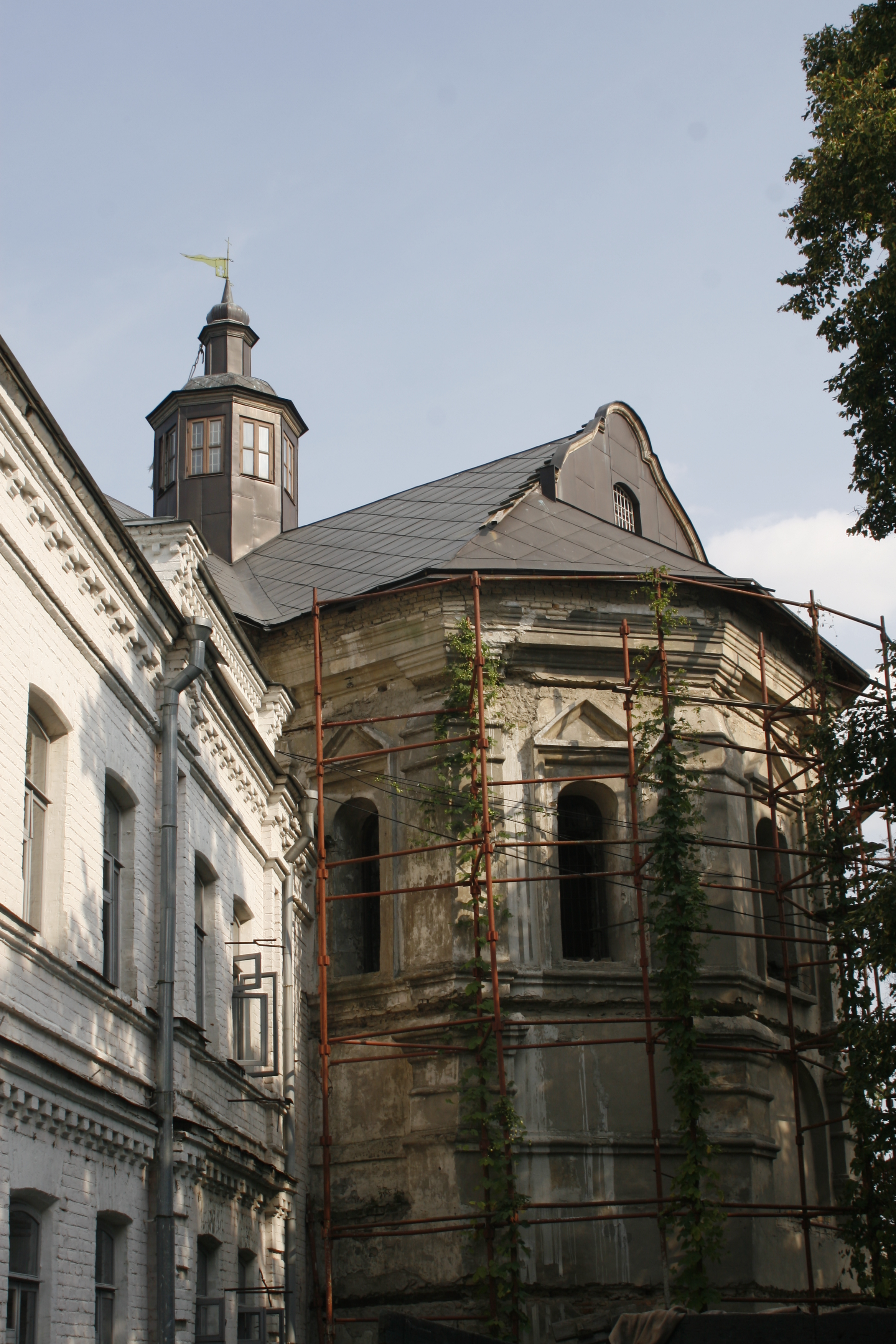

- La Tour Nord, également appelée Tour Maliarnaïa ou Tour de la Peinture, est située dans la partie nord-est des murs de la forteresse. Elle devait être une tour de guet. Au XVIIIe siècle, elle abrite une école de peinture au deuxième étage, d'où l'un de ses noms. La hauteur du bâtiment est de 8 m. Le toit est en forme de dôme, surmonté d'une girouette. En 1838, la tour fut reconstruite selon les plans de l'ingénieur du colonel Dzitchkanets. Sous cette forme, la Tour de la Peinture a survécu jusqu'à nos jours, bénéficiant de réparations en 1973.

Tour de la Peinture
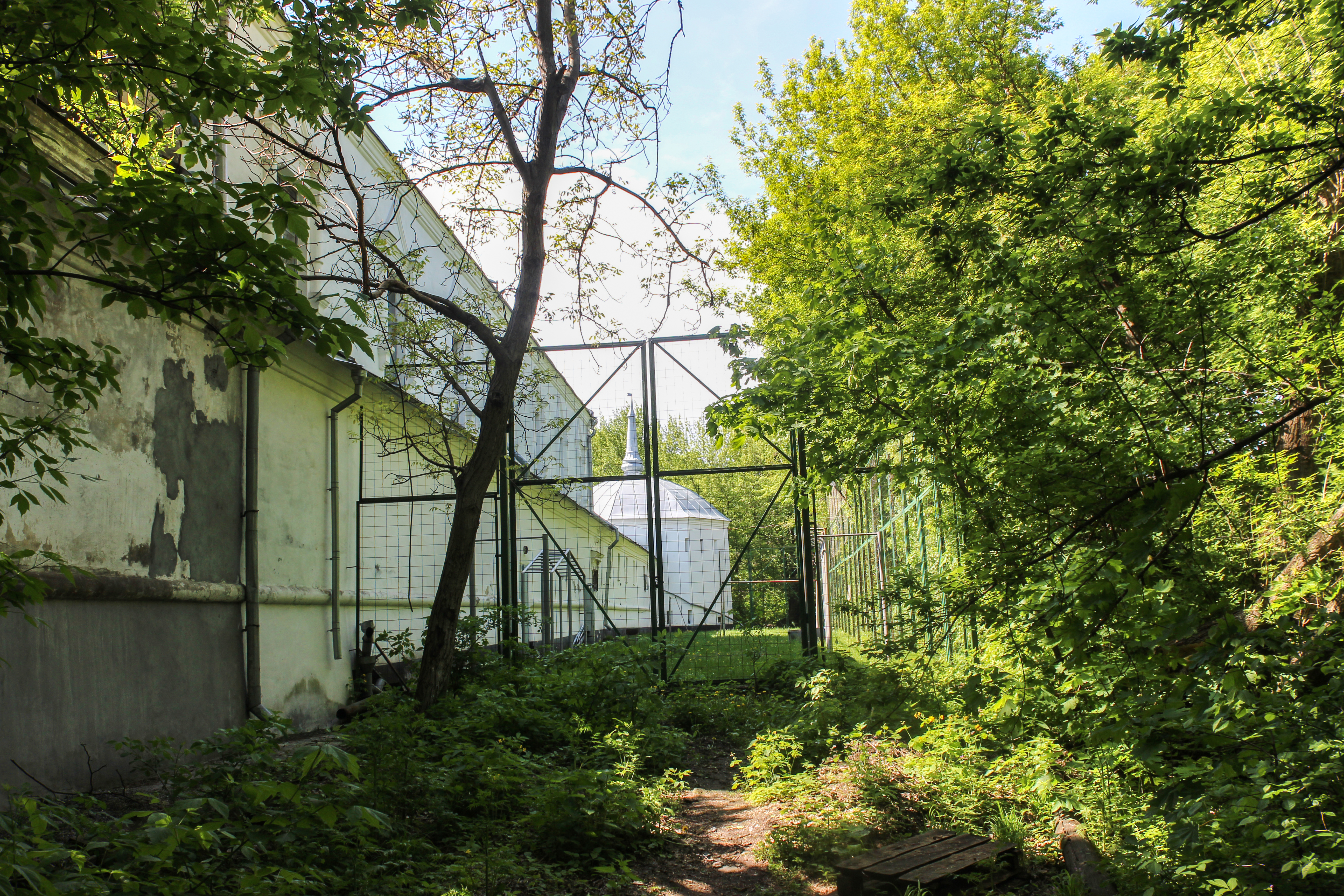
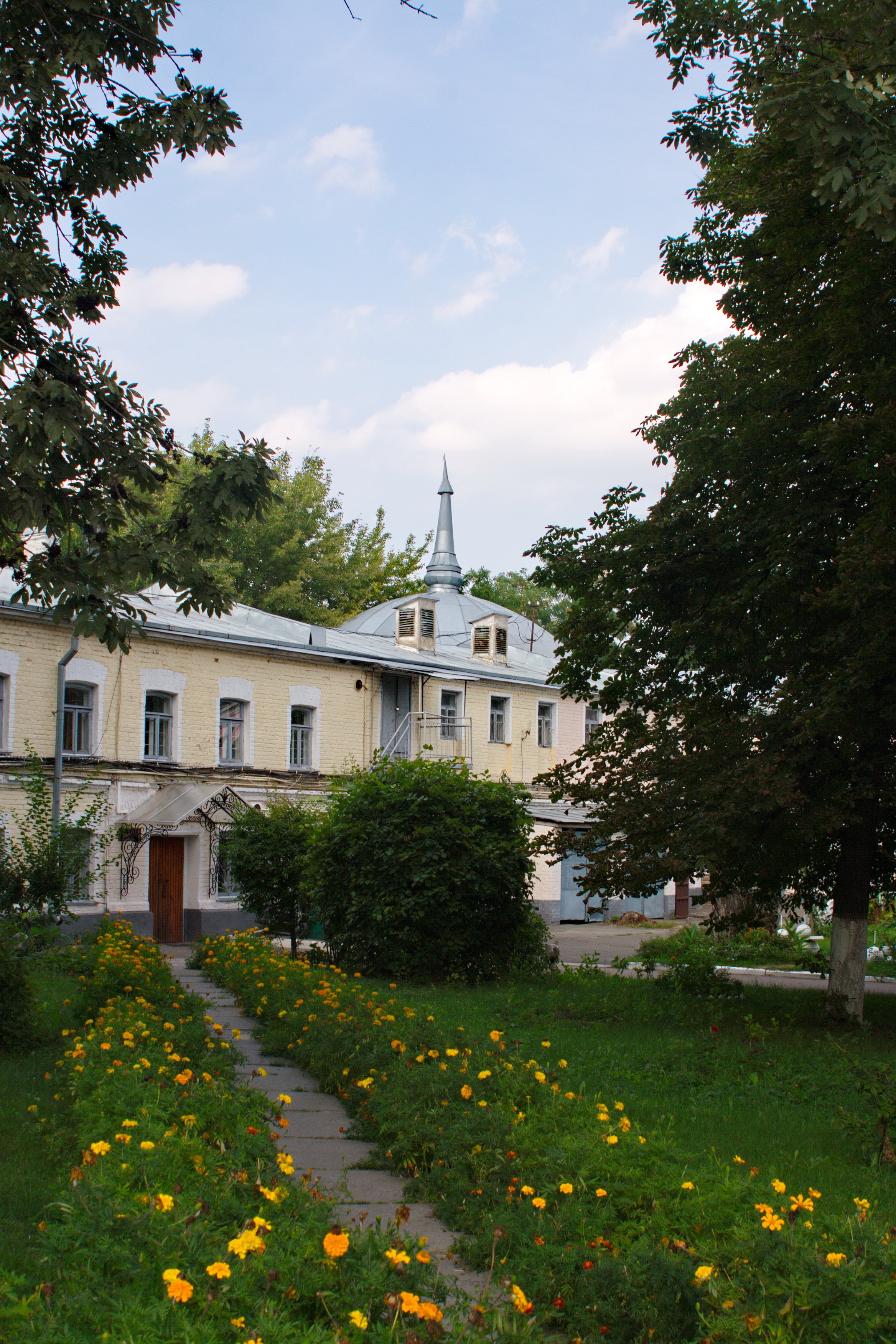

Près de la Tour Nord se trouve un château d'eau qui ne fait pas partie du système de fortification de la laure. Il a été conçu par l'architecte Sytchougov et construit pour assurer l'approvisionnement en eau douce de la laure en 1879.

### Portes
Le système de fortification comprend trois portes :
- L'église-porte de la Trinité
- L'église-porte de la Toussaint
- La porte sud